# Shanda Berry
Shanda Linn Berry (6 luglio 1967) è un'ex cestista statunitense, professionista nella ABL.

## Carriera
Con gli Stati Uniti ha disputato i Campionati europei del 1993.